# Брусилов, Алексей Николаевич
Алексе́й Никола́евич Бруси́лов (1789—1859) — русский военачальник, генерал-лейтенант. Отец генерала А. А. Брусилова и вице-адмирала Л. А. Брусилова.

## Биография
Родился в 1789 году (по другим данным в 1787 году). Потомственный дворянин Орловской губернии.
Службу начал в коллегии иностранных дел в 1802 году.
Чин штаб-ротмистра Лубенского гусарского полка получил через пять лет, а к началу Отечественной войны 1812 года достиг чина майора.
Войну он встретил в составе Кирасирского Военного Ордена полка. В 1812 году Брусилов был командиром 1-го эскадрона Орденского кирасирского полка. При Шевардино 24 августа 1812 года был ранен и передал командование эскадроном ротмистру Мейеру Ф. И.
Вернувшись в строй, Алексей Николаевич участвовал в заграничных походах и в 1813 году был произведен в подполковники с переводом в Литовский уланский полк.
С 1821 года Брусилов начал служить в Ямбургском уланском полку в чине полковника.
Через три года он оставил военную службу почти на 10 лет и перешёл на гражданскую службу. В первые годы он служил по линии Министерства внутренних дел, с января 1826 года состоял чиновником для особых поручений при нижегородском, симбирском, рязанском, пензенском и казанском генерал-губернаторе А. Н. Бахметьеве, в 1830 году занимал должность Московского вице-губернатора, а в 1831–1835 годы —  Курского  и  возглавлял Курскую губернскую Казенную палату.
На военную службу Алексей Николаевич вернулся в 1839 году, получил назначение на Кавказ, где в то время активно сооружался ряд береговых укреплений вдоль черноморского побережья, именуемых Черноморской береговой линией.  В 1842 году он был назначен начальником 4-го отделения Черноморской линии, в состав которого входили районы Мингрелии, Гурии и Сванетии. 
В 1845 году А. Н. Брусилов был произведен в генерал-майоры, а в 1856 году получил звание генерал-лейтенанта.
Умер в 1859 году.

### Семья
Женился на Марии-Луизе Антоновне Нестоемской (1825–1860), дочери коллежского асессора, которая была значительно моложе его. К моменту рождения их первенца — Алексея — ей исполнилось 28 лет, а Алексею Николаевичу было уже 64. Семья проживала в Тифлисе, где служил Алексей Николаевич в должности председателя полевого аудиториата Отдельного Кавказского корпуса.
- Сын — Алексей Алексеевич Брусилов (1853—1926), российский и советский военачальник, педагог.
- Сын — Борис Алексеевич Брусилов (1855—1918), участник Русско-турецкой войны 1877—1878 и Ахалтекинской экспедиции 1880—1881 годов; награжден орденами Святого Станислава 2-1 и 3-й степени, Святой Анны 2-й и 3-й степени, Святого Владимира 4-й степени. Владелец усадьбы Глебово-Брусилово. В августе 1918 года арестован органами ЧК и скончался в Бутырской тюрьме 4 сентября того же года[1].  Его дети: Мария (ум. в раннем детстве), Ольга (в замуж. Гридина; 1890/2–1960, Франция); Елена (в замуж. Роман; 1893–1976), Алексей (1904–1924, ум. от скоротечного туберкулеза).
- Сын — Лев Алексеевич Брусилов (1857—1909), российский флотоводец.
- Сын — Александр Алексеевич Брусилов (скончался в младенчестве).

После смерти родителей братья Брусиловы воспитывались в семье их тетки (сестры матери) — Генриетты Антоновны Гагемейстер и ее мужа, инженера путей сообщения и военного строителя, Карла Максимовича Гагемейстера, живших в Кутаиси.

## Награды
Российской Империи:
- Орден Святого Владимира 4-й степени с бантом (1812)
- Орден Святой Анны 2-й степени (1813)
- Императорская корона к Ордену Святой Анны 2-й степени (1833)
- Знак отличия за XX лет беспорочной службы (1835)
- Орден Святого Владимира 3-й степени (1842)
- Орден Святого Георгия 4-й степени за 25 лет службы (№ 7940; 26.11.1848)
- Орден Святого Станислава 1-й степени (1849)
- Орден Святой Анны 1-й степени (1851), Императорская корона к ордену (1854)
- Знак отличия за XXXV лет беспорочной службы (1857)

Иностранных государств:
- Турецкий Орден Нишан-Ифтихар 1-й степени (1847)
- Персидский Орден Льва и Солнца 1-й степени (1856)